# 秋重若菜
秋重 若菜（あきしげ わかな、2002年10月23日 - ）は、日本の女子ビーチバレーボール選手、元インドアバレーボール選手である。

## 来歴
大阪府堺市出身。
金蘭会中学校を経て、2018年、金蘭会高等学校に進学。1年時から試合に出場し、2019年、全日本高等学校選手権大会（春高バレー）で優勝を果たした。春高では2年時以降も、2020年にベスト4、2021年にベスト8の成績を残した。
2021年、早稲田大学に進学。3年時の2023-24シーズン、V.LEAGUE DIVISION1 WOMEN（V1女子）に所属するKUROBEアクアフェアリーズにインターン選手として入団した。インターン選手としてV1女子の試合に出場し、Vリーグデビューを果たした。シーズン終了後に登録解除となった。
2025年、早稲田大学を卒業し、トヨタ自動車ビーチバレーボール部に加入した。

## 人物
- 2つ下の妹もバレーボールをしていて、姉同様に金蘭会中学校に進学し、主にリリーフサーバーとして出場。高校も当初は金蘭会高等学校進学を希望したが、出場機会を優先するため、中学の先輩たちがいる鳥取県立岩美高等学校に進学した[1]。

## 所属チーム
- 金蘭会高等学校（2018-2021年）
- 早稲田大学（2021-2025年）
  - KUROBEアクアフェアリーズ（2023-2024年）
- トヨタ自動車ビーチバレーボール部（2025年-）